# اوپفرسهاوزن
اوپفرسهاوزن (به آلمانی: Oepfershausen) یک شهر در آلمان است که در اشمالکالدن-ماینینگن واقع شده‌است. اوپفرسهاوزن ۵۱۷ نفر جمعیت دارد.